# Giovan Battista Mazzolo

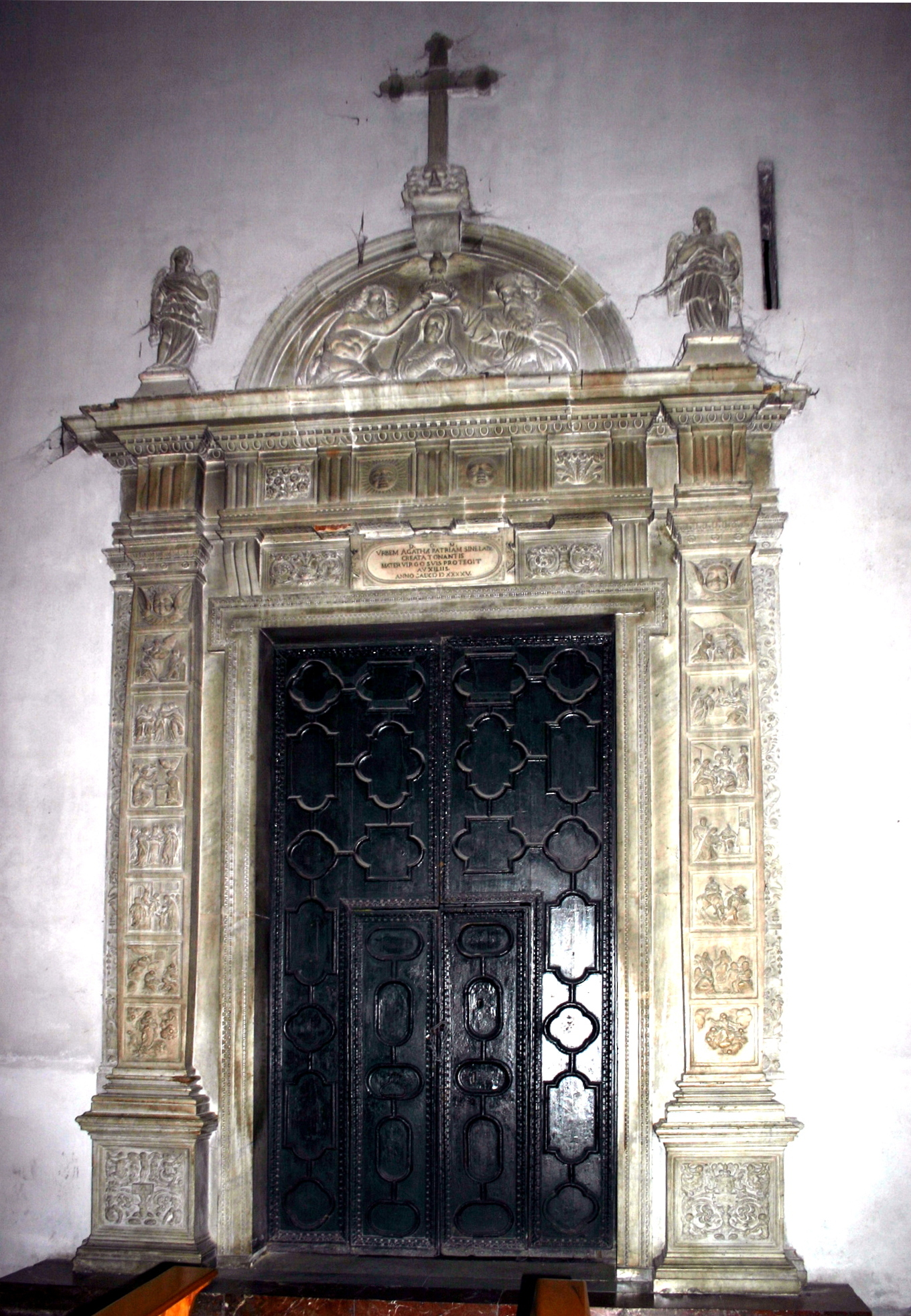
Portale situato all'interno del Duomo di Catania.

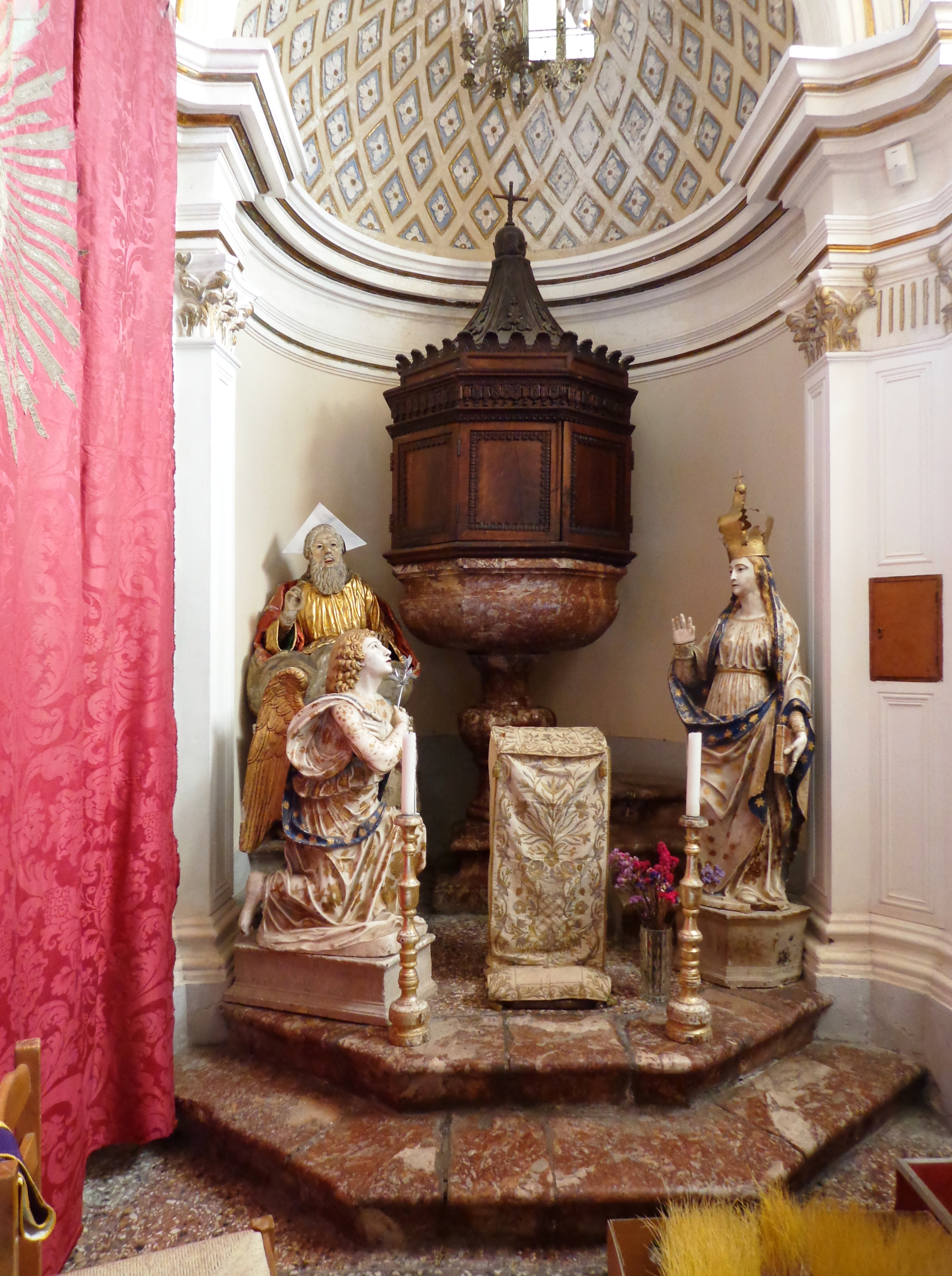
Il gruppo marmoreo de "L'Annunziata" a Novara di Sicilia.

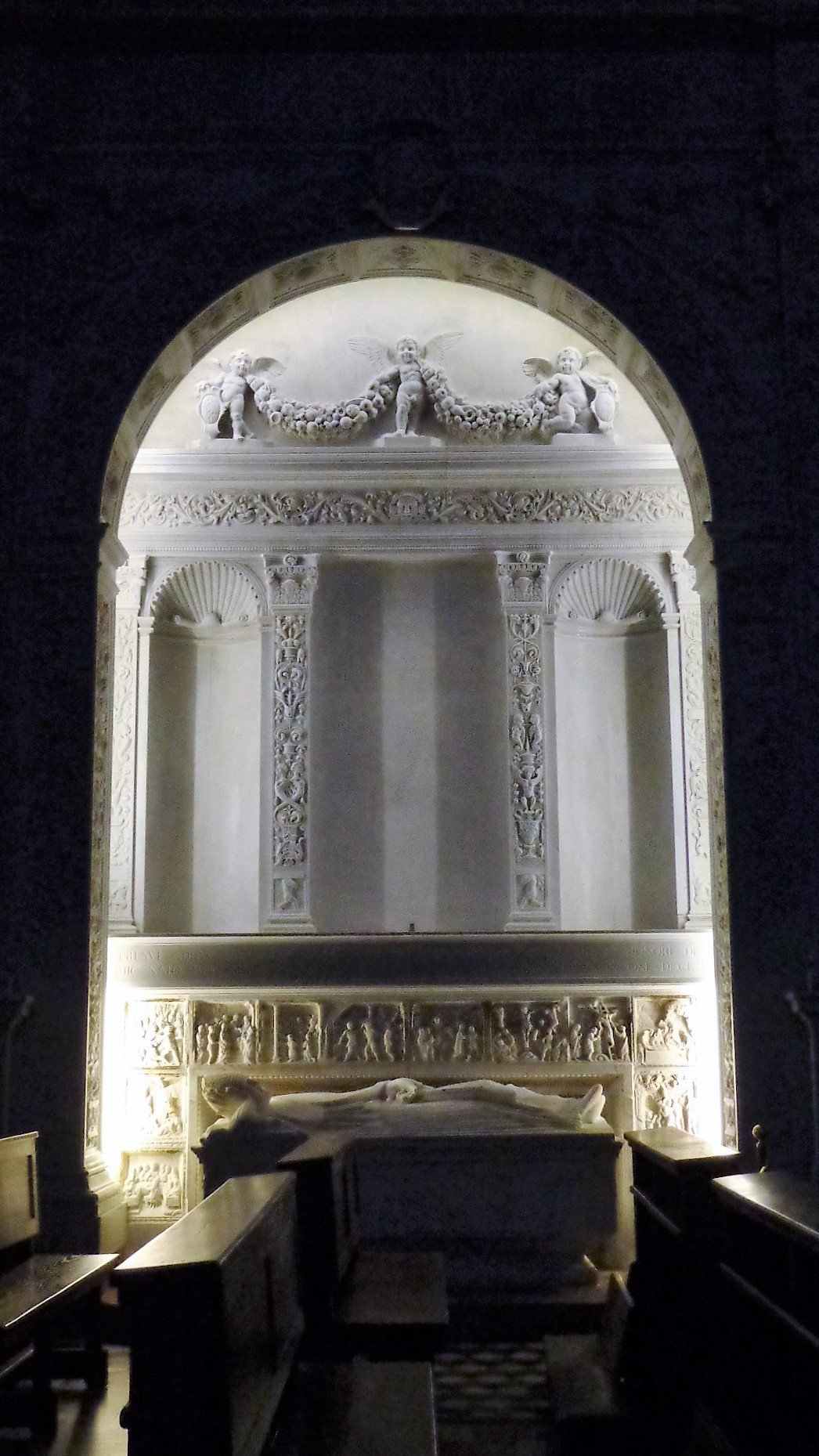
Cappella della Pietà, Duomo di Messina.

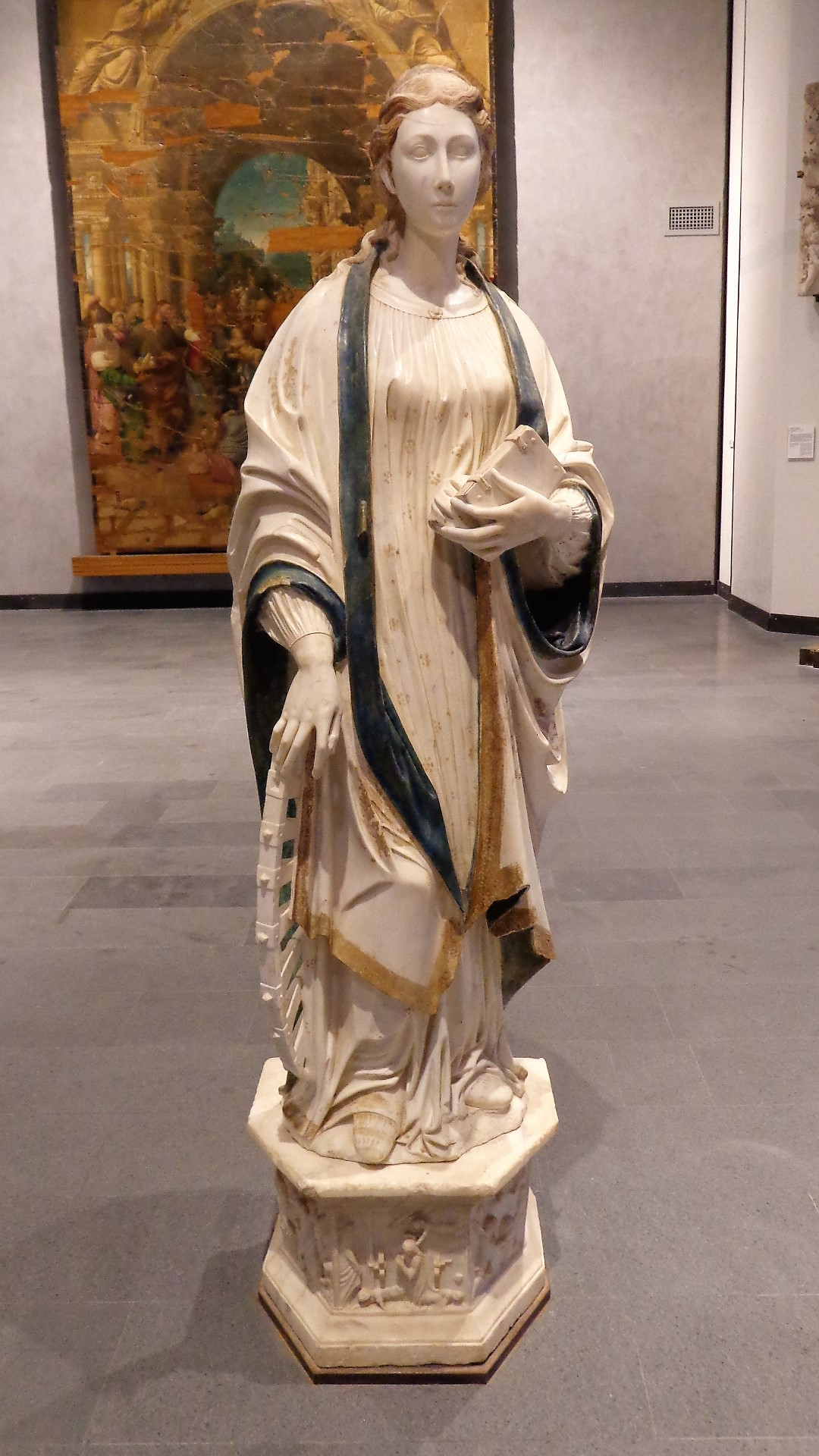
Santa Caterina d'Alessandria, Museo regionale di Messina.

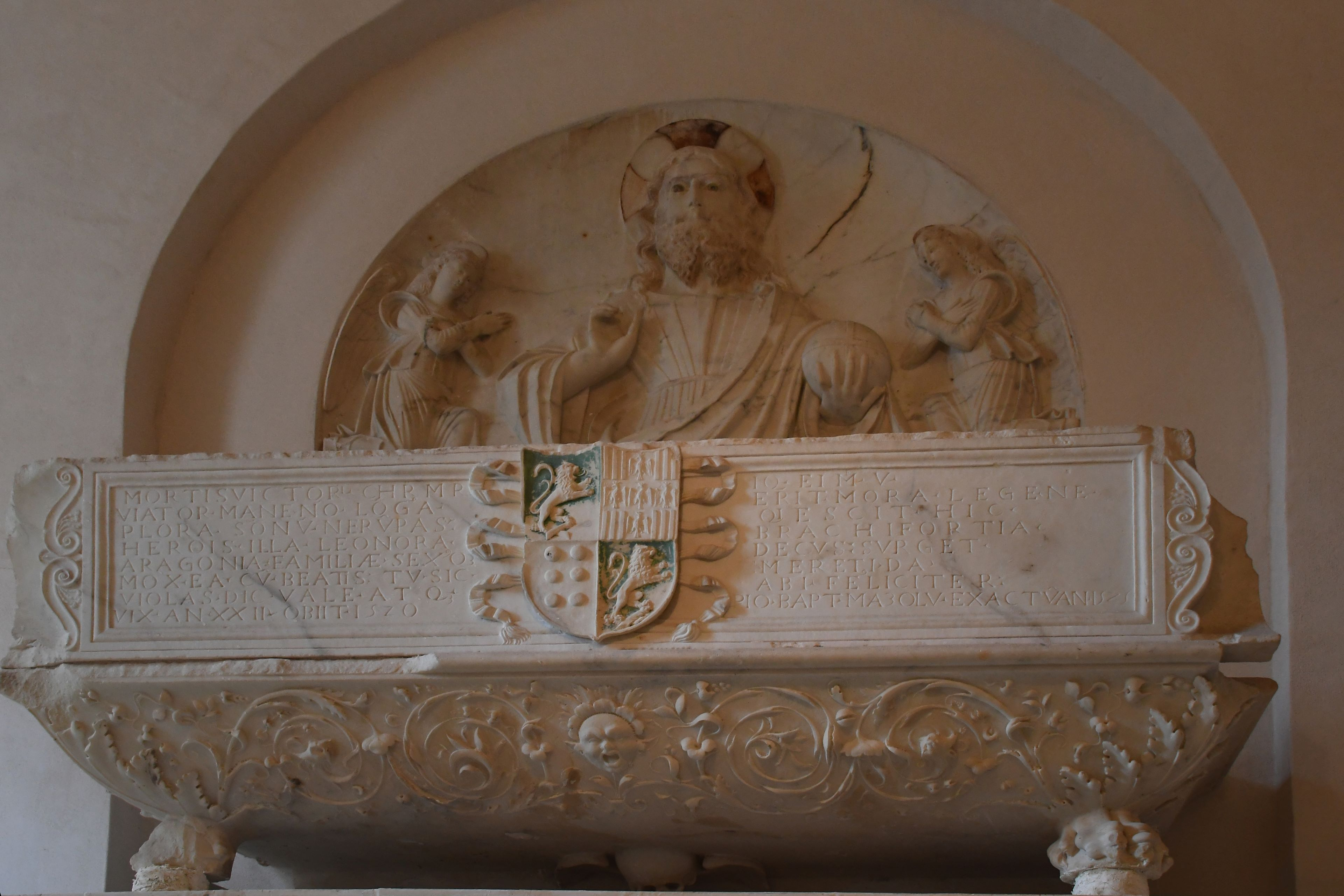
Santa Caterina d'Alessandria, Museo di palazzo Bellomo di Siracusa.

Giovan Mazzola Zula o Giovanni Battista Mazzola (Carrara, XV secolo – 1550) è stato uno scultore italiano.

## Biografia
Appartiene alla corrente toscano-carrarese già attiva presso la Corte Partenopea. I componenti in cerca di nuove committenze si spingono più a Sud stabilendosi in parte a Messina, a Palermo e relative province. La corrente introduce in Sicilia lo stile Rinascimentale con opere d'arte sacra e profana che spaziano dai monumenti celebrativi a quelli commemorativi. Dediti alla statuaria in qualità di "sculptores" o "magistri marmorarii", anche come costruttori e architetti "fabricatores", Il Mazzolo è annoverato nell'elenco del "Privilegium marmoraris et fabricatoribus" stilato in Palermo il 18 settembre 1487 e spesso citato nella monumentale opera di Gioacchino Di Marzo negli anni 1868 - 1880 circa la scultura e gli artisti operanti in Sicilia a cavallo del XIV, XV e XVI secolo.
Risulta attivo dal 1513, come scultore a Messina dove, dopo la partenza dalla città di Antonello Gagini di cui forse fu allievo, risulta a capo di un'affermata bottega. Fu il primo di una lunga serie di scultori toscani che caratterizzerà la cultura artistica di Messina e della Sicilia. L'abbondante produzione della sua bottega rivaleggiava in quantità con quella dei Gagini e riguardava sia committenze della Sicilia Orientale che della Calabria. Fu particolarmente attivo nella realizzazione di elementi scultorei architettonici contribuendo all'affermazione del linguaggio rinascimentale nella Sicilia orientale. Lavorò anche al portale del duomo di Messina.
Le sculture a tutto tondo sono spesso opere ripetitive di bottega su modelli di Francesco Laurana o Domenico Gagini, di livello spesso modesto, prive della fluidità di forme dei modelli e caratterizzate da una certa asprezza e disarmonia delle proporzioni, anche se sono state individuate influenze del Sansovino e alcuni spunti della cultura manierista.
Padre di Giandomenico Mazzolo.

## Opere in Sicilia

### Provincia di Catania
- 1542, "Fonte", manufatto marmoreo, opera documentata a Caltagirone.[3]
- XVI secolo, Cattedrale metropolitana di Sant'Agata di Catania: 
  - 1546, "Custodia", manufatto marmoreo con raffigurazioni in rilievo della Coronazione di Sant'Agata fra San Pietro Apostolo e San Paolo Apostolo, opera presente sull'Altare di Sant'Agata.[4]
  - XVI secolo, "Portale", manufatto marmoreo, opera inserita nel transetto est.
  - XVI secolo, "Portale", manufatto marmoreo, ingresso esterno con accesso alla navata laterale sinistra.[5]
- 1542, "Fonte", manufatto marmoreo, opera documentata a Mineo.[3]
- 1532, "Fonte", manufatto marmoreo, opera documentata a Randazzo.[6]

### Provincia di Messina
- XVI secolo, "Madonna del Soccorso", opera custodita nella chiesa di Sant'Antonio Abate di Gesso.
- XVI secolo, Basilica cattedrale protometropolitana della Santa Vergine Maria Assunta di Messina:
  - 1513c., "Sepolcro", monumento funebre marmoreo dell'arcivescovo Pietro Bellorado.[7]
  - 1513, "Decorazioni", manufatti marmorei, opere presenti nel portale.[8]
  - 1534, "Vergine col Bambino", statua marmorea, opera presente nel lunettone ogivale del portale.[9]
  - 1534, "San Pietro" e "San Paolo", statue marmoree, opere presenti nei pinnacoli del portale.[9]
  - 1504 - 1530, "Cappella della Madonna della Pace" e "Sarcofago", monumento funebre dell'arcivescovo Antonio La Lignamine, attribuzione completamento opera commissionata ad Antonello Gagini.[10]
  - 1550c., "San Pietro", statua marmorea, opera costituente l'Apostolato montorsoliano.
- XVI secolo, Chiesa di San Francesco all'Immacolata di Messina:
  - 1496, "Chiostro" e "pozzo", manufatti marmorei realizzati in collaborazione del figlio Giandomenico, Antonello Freri e Domenico Gagini, opere documentate nel convento.
  - 1507, "Sepolcro", monumento funebre marmoreo dell'ammiraglio Angelo Balsamo, attribuzione d'opera.
- XVI secolo, "Sarcofagi", monumenti funebri marmorei per Giaimo di Rosa, commissioni d'opere documentate a Messina.[11]
- 1544, "Portale", manufatto marmoreo realizzato in collaborazione del figlio Giandomenico, commissione d'opera documentata nella chiesa di Santa Maria del Piliere presso il Palazzo Reale di Messina.[12]
- 1531, "Annunciazione", gruppo marmoreo, opera proveniente dalla chiesa dell'Annunciata e custodita presso il fonte battesimale del duomo di Santa Maria Assunta di Novara di Sicilia.[6]
- 1532, "Annunciazione", gruppo marmoreo, opera custodita nel duomo di Santa Maria del Gesù di Raccuja.[6]
- ?, "Santa Maria del Gesù", gruppo marmoreo, opera custodita nel duomo di Santa Maria del Gesù di Raccuja.
- XVI secolo, "Santa Caterina d'Alessandria", statua marmorea, attribuzione, opera proveniente dalla chiesa di Santa Caterina d'Alessandria di Santa Lucia del Mela e custodita nel Museo Regionale di Messina.

### Provincia di Siracusa
- 1525, "Sepolcro", monumento funebre marmoreo di Eleonora Branciforti Aragona, opera proveniente dalla chiesa di Santa Maria del Gesù del convento dell'Ordine dei frati minori osservanti di Lentini e custodita nel Museo di Palazzo Bellomo di Siracusa.[13]
- 1543, "Sepolcro", monumento funebre marmoreo per Violante Fimia, manufatto realizzato in collaborazione con il figlio Giandomenico e documentato a Siracusa.[11]

## Opere in Calabria
- 1530, "Annunciazione", gruppo marmoreo, opera originariamente destinata alla chiesa del convento dell'Annunziata e oggi custodita nella chiesa di Santa Maria della Consolazione di Brognaturo.[6]
- 1532, "Madonna con Bambino", statua marmorea, opera custodita nella chiesa della frazione di San Procopio di Sinopoli.[6]
- 1533, "Madonna con Bambino e Santi" o "Madonna delle Grazie", trittico marmoreo, pala d'altare raffigurante la Vergine tra San Francesco d'Assisi e Sant'Antonio di Padova, opera custodita nella chiesa del Ritiro di Cetraro.
- 1533, "San Basilio Magno", statua marmorea, in collaborazione col figlio Giandomenico, opera destinata alla chiesa della frazione di Sant'Agata (1535) e custodita nella chiesa di Gesù e Maria a Cataforio.[14]
- 1542, "Santa Maria della Croce", statua marmorea con basso rilievo della Pietà al centro, San Giovanni Battista a destra, Sant'Agostino a sinistra, opera proveniente dalla chiesa di Santa Maria della Croce del convento dell'Ordine di Sant'Agostino di Francavilla Angitola[11] e attualmente custodita nella chiesa del Carmine di Filadelfia.
- 1542, "Madonna con Bambino", statua marmorea, opera custodita nella chiesa dell'Assunta di Castellace.
- XVI secolo, "Madonna con Bambino", statua marmorea, con bassorilievi sul piedistallo raffiguranti: l'Angelo Annunciante, la Madonna con Bambino, la Santa Casa di Loreto sorretta dagli Angeli e la Vergine Annunciata. Opera custodita nella chiesa dell'Assunta o di Santa Maria di Loreto a Melicuccà.
- XVI secolo, "Madonna del Soccorso", statua marmorea, opera proveniente dalla chiesa di Santa Maria del Soccorso distrutta dal Terremoto della Calabria meridionale del 1783 e custodita nella chiesa San Biagio di Scido.
- XVI secolo, "Madonna con Bambino", statua marmorea, attribuzione, opera custodita nella chiesa di Santa Maria della Colomba di San Martino di Taurianova.
- XVI secolo, "Madonna della Croce", statua marmorea, opera custodita nella chiesa del Carmine di Filadelfia.
- XVI secolo alcune opere sono presenti nella Chiesa parrocchiale Maria Santissima Assunta di Terranova Sappo Minulio 89010 in provincia di Reggio Calabria